# 陈相文 (清朝)
陈相文，余姚人，是一名清朝政治人物。拔贡出身。
陈相文曾于康熙元年(1662年)接替王彦宾任邵武府知府一职，康熙三年(1664年)由汪丽日接任。